# Lechriolepis stumpffii
Lechriolepis stumpffii is een vlinder uit de familie spinners (Lasiocampidae). De wetenschappelijke naam van deze soort is voor het eerst geldig gepubliceerd in 1878 door Saalmüller.
De soort komt voor in tropisch Afrika.